# Tetipac
Tetipac est l'une des 81 municipalités de l'État de Guerrero, dans le sud-ouest du Mexique. Le siège de la municipalité se trouve à Tetipac.